# Парцано (Комо)
Парцано је насеље у Италији у округу Комо, региону Ломбардија.
Према процени из 2011. у насељу је живело 439 становника. Насеље се налази на надморској висини од 354 м.